# Pênula
Pênula (em latim: Paenula) era um manto vestido pelos antigos romanos, parecido com o moderno poncho espanhol e latino-americano (uma grande peça de tecido com um buraco para passar a cabeça que repousa sobre os ombros). Era originalmente vestido apenas por escravos, soldados ou outras pessoas de baixo status. A partir do século III, porém passou a ser adotado por romanos mais ousados como um prático manto para cavalgar ou viajar. Finalmente, através de uma lei do Códice Teodosiano (xiv.10 - de habitu intra urbem), a pênula passou a ser prescrita como uma indumentária diária apropriada para senadores ao invés da clâmide militar, a toga reservada para ocasiões solenes de estado.